# Dracontium amazonense
Dracontium amazonense är en kallaväxtart som beskrevs av Guang Hua Zhu och Thomas Bernard Croat. Dracontium amazonense ingår i släktet Dracontium och familjen kallaväxter. Inga underarter finns listade.